# 일본국 헌법 제53조
일본국 헌법 제53조(일본어: 日本国憲法第53条)은 일본국 헌법 제4장 "국회"의 조문 중 하나이다. 국회의 임시회에 대해 규정하고 있다.

## 조문
일본국 헌법 제53조
내각은 국회의 임시회의 소집을 결정할 수 있다. 어느 한 쪽 의원(議院)의 총 의원(議員)의 4분의 1 이상의 요구가 있다면 내각은 그 소집을 결정하여야 한다.